# 雷祖祠
20°53′52″N 110°03′44″E / 20.89778°N 110.06222°E
雷祖祠位于中国广东省雷州市西郊英榜山，为祀奉唐代首任雷州刺史陈文玉的祠堂，1996年被列为第四批全国重点文物保护单位。
雷祖祠始建于唐贞观十六年（642年），现存建筑基本为明清所建。建筑群坐西北朝东南，占地一万余平方米，共分三进，依次为山门、拜亭及大殿、太祖阁，均为硬山顶建筑。祠内还保存有五代时期石人四尊及宋至清碑刻四十余块。

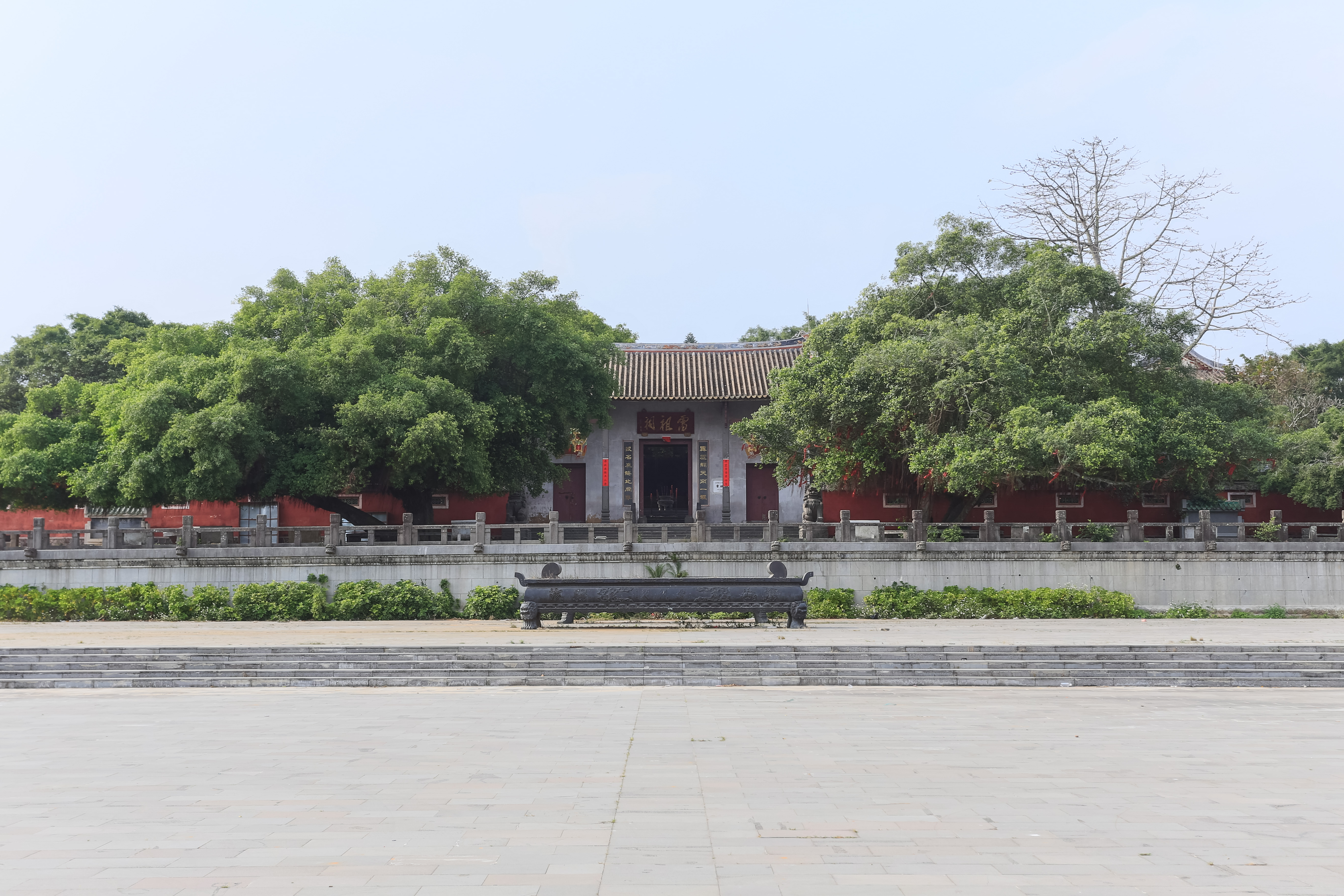